# Vozokany (Trnava)
Vozokany (in ungherese Pozsonyvezekény) è un comune della Slovacchia facente parte del distretto di Galanta, nella regione di Trnava.